# Michael Faulds
Michael Faulds (Eden Mills, 11 novembre 1983) è un ex giocatore di football americano e allenatore di football americano canadese, che ha giocato come quarterback.
Dopo aver giocato per una squadra universitaria canadese non è selezionato al Draft CFL 2009 e avvia quindi una carriera da allenatore di squadre di college.
Sebbene non più in attività, è selezionato nella nazionale canadese che prende parte al mondiale 2011.